# Ngô Sách Thực
Ngô Sách Thực (sinh ngày 6 tháng 5 năm 1962) là một chính trị gia người Việt Nam. Ông hiện là Chủ tịch Hội Cứu trợ trẻ em tàn tật Việt Nam. Ông từng là đại biểu Quốc hội Việt Nam khóa XIV nhiệm kì 2016-2021, thuộc đoàn đại biểu quốc hội tỉnh Bắc Giang, Ủy viên Ủy ban Pháp luật của Quốc hội. Ông lần đầu trúng cử đại biểu Quốc hội năm 2016 ở đơn vị bầu cử số 2, tỉnh Bắc Giang gồm có các huyện Tân Yên, Hiệp Hòa, Việt Yên. Ông từng là Phó Chủ tịch Ủy ban Trung ương Mặt trận Tổ quốc Việt Nam.

## Xuất thân
Ngô Sách Thực sinh ngày 6 tháng 5 năm 1962 quê quán ở xã Tân Trung, huyện Tân Yên, tỉnh Bắc Giang.

## Giáo dục
- Giáo dục phổ thông: 10/10
- Đại học Luật (chuyên ngành Luật kinh tế)
- Thạc sĩ Luật
- Cao cấp lí luận chính trị

## Sự nghiệp
Ông gia nhập Đảng Cộng sản Việt Nam vào ngày 3/8/1989.
Ông từng là đại biểu hội đồng nhân dân tỉnh Bắc Giang khóa XVIII (2011-2016).
Khi lần đầu ứng cử đại biểu Quốc hội Việt Nam khóa XIV vào tháng 5 năm 2016 ông đang là Ủy viên Ban Thường vụ tỉnh ủy, Ủy viên Ủy ban Trung ương Mặt trận Tổ quốc Việt Nam, Chủ tịch Ủy ban Mặt trận Tổ quốc tỉnh Bắc Giang, Chủ tịch Liên hiệp các Tổ chức hữu nghị tỉnh Bắc Giang, làm việc ở Ủy ban Mặt trận Tổ quốc tỉnh Bắc Giang.
Ông đã trúng cử đại biểu Quốc hội năm 2016 ở đơn vị bầu cử số 2, tỉnh Bắc Giang gồm có các huyện Tân Yên, Hiệp Hòa, Việt Yên, được 256.299 phiếu, đạt tỷ lệ 61,85% số phiếu hợp lệ.
Ông từng là Phó Chủ tịch Ủy ban Trung ương Mặt trận Tổ quốc Việt Nam, hiện là Ủy viên Ủy ban Pháp luật của Quốc hội.
Từ ngày 1/12/2022, ông nghỉ hưu.